# Bread and Roses
Bread and Roses é filme franco-helvético-hispano-teuto-britânico dirigido por Ken Loach.

## Sinopse
Sam é um ativista americano que luta pelos direitos dos oprimidos. Maya e Rosa são duas imigrantes mexicanas vivendo nos Estados Unidos, e que trabalham como faxineiras em um prédio comercial. Suas vidas se cruzam, e Sam faz Rosa e Maya abraçarem a sua causa e lutarem contra os próprios patrões, o que acaba pondo em risco o emprego, a família e até mesmo o direito de permanência das moças em território americano.

## Elenco
- Pilar Padilla - Maya
- Adrien Brody - Sam Shapiro
- Elpidia Carrillo - Rosa
- Jack McGee - Bert
- Monica Rivas - Simona
- Frankie Davila - Luis
- Lillian Hurst - Anna
- Mayron Payes - Ben
- Maria Orellana - Berta
- Melody Garrett - Cynthia
- George Lopez - Perez
- Alonso Chavez - Ruben

## Premiações
- Bread and Roses ganhou o Prêmio UIP de "Melhor Filme Europeu" no Festival do Rio BR 2000.
- Vencedor do Prêmio ALMA na categoria "Melhor Atriz Coadjuvante", para Elpidia Carrillo.
- Ken Loach foi indicado à Palma de Ouro no Festival de Cannes.